# Ambystoma maculatum
La salamandra moteada (Ambystoma maculatum) es una especie de anfibio urodelo perteneciente a la familia Ambystomatidae. Puede ser encontrada en las regiones orientales de Norteamérica, desde Ontario y Nueva Escocia hasta Georgia y Texas.
La peculiaridad de esta animal, es ser el primer vertebrado conocido que, mediante una relación simbiótica con el alga Amblystomatis oophila, es capaz de realizar el proceso de fotosíntesis.

## Características
Esta salamandra está provista de extremidades cortas y robustas y de ojos bien desarrollados. Presenta una coloración de fondo negra, pardusca o negro-azulada, sobre la que destacan dos hileras irregulares de manchas redondas, amarillas o naranjas, que se extienden desde la cabeza a la cola. Las regiones ventrales son de color gris uniforme. El tronco es robusto y posee a los lados 12 surcos costales bien distinguibles. Su longitud varía desde 18-25 cm.

## Biología
La especie transcurre la mayor parte de su existencia en madrigueras excavadas en tierras húmedas. Los adultos salen de sus refugios subterráneos exclusivamente de noche y en los días especialmente lluviosos. Durante estas salidas buscan activamente lombrices y otros invertebrados pequeños. En invierno o a comienzos de primavera, los ejemplares maduros sexualmente se dirigen a las charcas y en ellas tiene lugar la reproducción. Las hembras ponen uno o varios amasijos gelatinosos que contienen 50-100 huevos cada uno. La vida larval dura de 2 a 4 meses.

### Fotosíntesis
La capacidad de realizar fotosíntesis se debe a que el alga Oophila ambystomatis ingresa al huevo,  colocado en al agua. Dentro, se produce una relación simbiótica, ya que el embrión produce nitrógeno que necesita el alga, y esta, produce oxígeno cuando realiza fotosíntesis, que a su vez el embrión lo necesita para respirar. Esta relación, ya era conocida desde antes, pero el descubrimiento, es que la salamandra siendo adulta, continúa con la presencia de esta alga en sus células. 